# 李国胜 (1968年)
李国胜（1968年1月—），男，汉族，河南温县人。中华人民共和国政治人物。1988年1月加入中国共产党，1990年7月参加工作，1990年毕业于郑州大学外文系俄语专业，在职英语语言文学硕士，曾任中共商丘市委书记。

## 简历
2010年7月任河南省人民政府外事侨务办公室（省政府港澳事务办公室）党组成员、河南省人民对外友好协会专职副会长（副厅级）；2014年3月任驻马店市副市长；2016年9月任中共驻马店市委常委、秘书长；2018年10月任黄淮学院党委书记。
2021年9月任商丘市委书记。直到2024年3月卸任。